# レオンス・コーエン
レオンス・コーエン（Léonce Cohen 1829年2月12日 - 1901年2月26日）は、フランスの作曲家。

## 生涯
コーエンはパリでアルザスの商人の一家に生まれた。父はパリのボンディ通りに陶器店を引き継いでおり、後には12区に所在するロートシルト病院の初代病院長になった人物である。母のメルリーヌ・ヴェイユ（1805年-1875年）はベン＝レヴィとして知られる作家のゴジョー・ヴェイユ（Godcheaux Weil）のきょうだい、アドルフ・クレミューの従兄妹で、さらにアンリ・ベルクソンとマルセル・プルーストから見ると大叔母にあたる。
13歳からパリ音楽院で学び始め、ヴァイオリンを専攻した。またフランソワ・ブノワのオルガンの講座を受講し、エメ・ルボルネに作曲の指導を仰いだ。コーエンは1852年にカミーユ・サン＝サーンスを破って、カンタータ『Le Retour du Virginie』（Bailly du Rolletのリブレット）でローマ賞を受賞している。
学生時代にコーエンはパリのイタリア座のヴァイオリニストを務めた。ローマ滞在後には荘厳ミサを作曲し、ジャック・アレヴィに称賛された。1855年にパリへ戻ると、イタリア座に加えてヴォードヴィル座へもヴァイオリニストとして参加した。1875年以降はパリ音楽院管弦楽団のヴァイオリニストを務めた。
1858年にはオペレッタ『Mam'zelle Jeanne』がブフ・パリジャン座で初演を迎え、1866年には『Bettina』が続いた。1862年には『École du musicien, ou solfège théorique et pratique, avec accompagnement de piano』（音楽教室、または理論的・実践的ソルフェージュ、ピアノ伴奏つき）を上梓、作品はアンブロワーズ・トマに捧げられた。
パリにて没。